# U-Boot-Klasse II

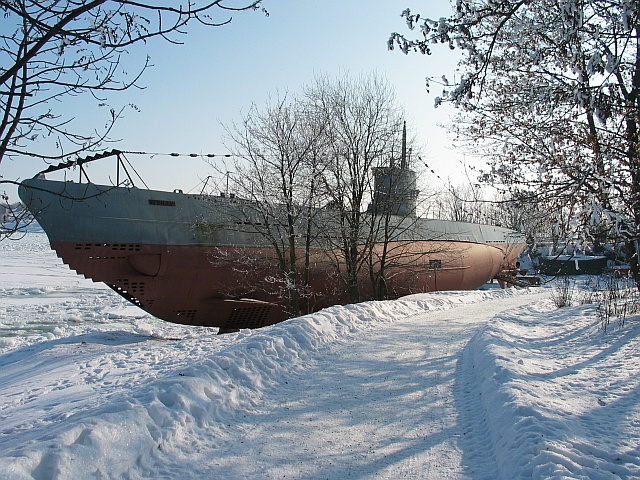
Die finnische Vesikko, der Prototyp des Typ-II-Bootes

Die U-Boot-Klasse II, offiziell Typ II genannt, war eine Klasse kleiner Einhüllen-U-Boote der deutschen Kriegsmarine, die hauptsächlich zur Küstenpatrouille benutzt wurden. Es waren die ersten U-Boote, die nach dem Ersten Weltkrieg in Deutschland gebaut wurden.

## Geschichte
Da der Versailler Vertrag der deutschen Reichsmarine den Bau und Besitz von U-Booten untersagt hatte, richtete der „Ruhrfonds“ der deutschen Waffenindustrie mit Zustimmung der Marineführung 1922 ein Ingenieurbüro im neutralen Holland ein, um dort Pläne für neue U-Boot-Technologien zu entwickeln und international zu verkaufen. Für die Zukunft sollte so mit der fortschreitenden Entwicklung im U-Bootbau Schritt gehalten werden. In diesem Zusammenhang wurde der Typ II in den 1920er Jahren von dem in Den Haag ansässigen Unternehmen IvS projektiert. Die Entwicklungen des IvS bauten auf der U-Boot-Klasse UB und der U-Boot-Klasse UF aus dem Ersten Weltkrieg auf. Entwürfe für die Türkei, Spanien und Finnland waren im Wesentlichen die Vorläufer der späteren Typen I, VII und IX. Auch der Vorläufer des Typs II wurde in Holland entwickelt und anfangs ins Ausland verkauft. Dies war das finnische U-Boot Vesikko, das nach deutschen Entwürfen in Turku gebaut und 1933 in Dienst gestellt wurde.
Die Boote des Typs II bildeten die ersten Einheiten der 1935 neu gegründeten Kriegsmarine. Anfangs wurden Boote dieser Klasse im Bereich von Nord- und Ostsee eingesetzt, ab 1941 für Schulungs- und Ausbildungszwecke vom Fronteinsatz zurückgezogen. Ausnahmen bildeten die Einsätze im Zusammenhang mit dem Unternehmen Weserübung sowie der U-Boot-Krieg im Schwarzen Meer. Hierfür wurden sechs Boote teils über Land zur 30. U-Flottille im Schwarzen Meer transportiert. In der Position, in der bei Typ VII und Typ IX das Deckgeschütz steht, ist hier eine Flak vom Modell 2 cm C/30. Sie hatte ein Magazin von 20 Schuss und neigte zur Ladehemmung, weshalb sie keine Gefahr für die sowjetischen Jagdbomber während ihrer Einsätze vor der rumänischen Küste waren.
Zwischen 1934 und 1941 wurden insgesamt 50 Boote des Typs II hergestellt. Von diesen wurden nur acht bei Kampfhandlungen auf See vernichtet; der überwiegende Teil versenkte sich im Zuge der Kapitulation selbst.

## Technische Daten

### Typ II A

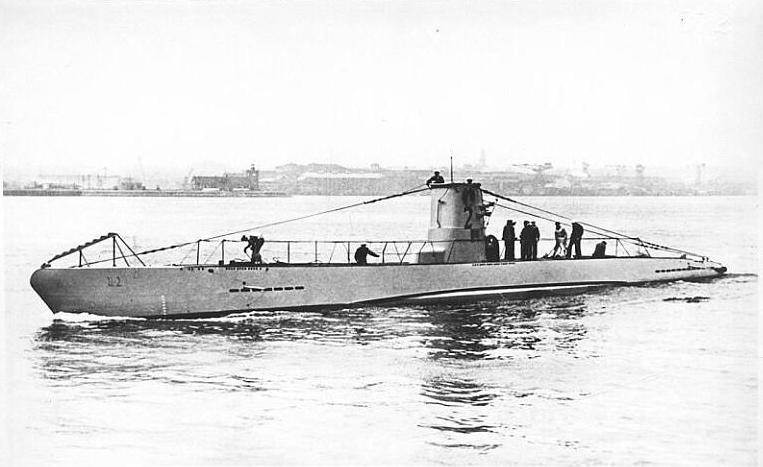
U 2 (Typ II A) 1935 in Kiel

- Verdrängung: Überwasser 254 Tonnen, getaucht 303 Tonnen, Gesamtformverdrängung 381 m³
- Länge: Gesamt 40,9 m, Druckkörper 27,8 m
- Breite: Gesamt 4,08 m, Druckkörper 4 m
- Höhe: 8,6 m
- Tiefgang: 3,83 m
- Antrieb: Überwasser 700 PS, getaucht 360 PS
- Geschwindigkeit: Überwasser 13 kn, getaucht 6,9 kn
- Reichweite: Überwasser 1600 sm bei 8 kn, getaucht 35 sm bei 4 kn
- Torpedorohre: 3 im Bug (Ø 53,3 cm)
- Torpedos: 3 in den Rohren + 2 Reserve (oder 18 Minen)
- Geschütze: keine
- Flak: 1 × 2 cm L/65 C/30 (ab 1942 2 × 2 2 cm)
- Tauchtiefe: 100 (garantierte Tauchtiefe) 120 m (maximale Tauchtiefe)
- Besatzung: 3 Offiziere, 22 Mannschaft
- Stückzahl: 6 (U 1 – U 6)

### Typ II B

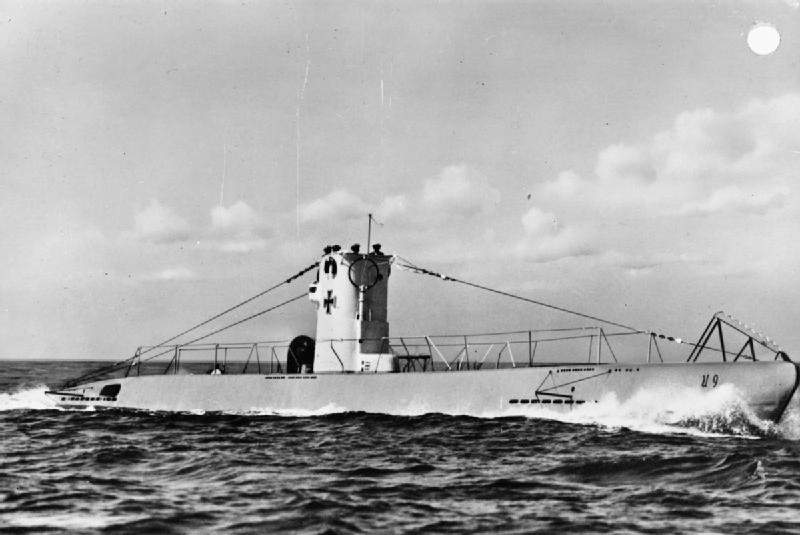
U 9 (Typ II B) in Fahrt

- Verdrängung: Überwasser 279 Tonnen, getaucht 329 Tonnen, Gesamtformverdrängung 414 m³
- Länge: Gesamt 42,7 m, Druckkörper 28,2 m
- Breite: Gesamt 4,08 m, Druckkörper 4 m
- Höhe: 8,6 m
- Tiefgang: 3,9 m
- Antrieb: Überwasser 700 PS, getaucht 360 PS
- Geschwindigkeit: Überwasser 13 kn, getaucht 7 kn
- Reichweite: Überwasser 3100 sm bei 8 kn, getaucht 43 sm bei 4 kn
- Torpedorohre: 3 im Bug
- Torpedos: 5 (oder 18 Minen)
- Geschütze: keine
- Flak: 1 × 2 cm L/65 C/30 (ab 1942 2 × 2 2 cm)
- Tauchtiefe: 120 m (maximale Tauchtiefe)
- Besatzung: 3 Offiziere, 22 Mannschaft
- Stückzahl: 20 (U 7 – U 24, U 120, U 121)

### Typ II C
- Verdrängung: Überwasser 291 Tonnen, getaucht 341 Tonnen, Gesamtformverdrängung 435 m³
- Länge: Gesamt 43,9 m, Druckkörper 29,6 m
- Breite: Gesamt 4,2 m, Druckkörper 4 m
- Höhe: 8,4 m
- Tiefgang: 3,82 m
- Antrieb: Überwasser 700 PS, getaucht 410 PS
- Geschwindigkeit: Überwasser 13 kn, getaucht 7,4 kn
- Reichweite: Überwasser 3800 sm bei 8 kn, getaucht 40 sm bei 4 kn
- Torpedorohre: 3 im Bug
- Torpedos: 5 (oder 18 Minen)
- Geschütze: keine
- Flak: 1 × 2 cm L/65 C/30 (ab 1942 2 × 2 2 cm)
- Tauchtiefe: 140 m (maximale Tauchtiefe)
- Besatzung: 3 Offiziere, 22 Mannschaft
- Stückzahl: 8 (U 56 – U 63)

### Typ II D
- Verdrängung: Überwasser 314 Tonnen, getaucht 364 Tonnen, Gesamtformverdrängung 460 m³
- Länge: Gesamt 43,97 m, Druckkörper 29,8 m
- Breite: Gesamt 4,92 m, Druckkörper 4 m
- Höhe: 8,4 m
- Tiefgang: 3,93 m
- Antrieb: Überwasser 700 PS, getaucht 410 PS
- Geschwindigkeit: Überwasser 12,7 kn, getaucht 7,9 kn
- Reichweite: Überwasser 5650 sm bei 8 kn, getaucht 56 sm bei 4 kn
- Torpedorohre: 3 im Bug
- Torpedos: 5 (oder 18 Minen)
- Geschütze: keine
- Flak: 2 × 2 cm L/65 C/30 (ab 1942 2 × 2 2 cm)
- Tauchtiefe: 125 m (garantierte Tauchtiefe) 175 m (maximale Tauchtiefe)
- Besatzung: 4 Offiziere, 22 Mannschaft
- Stückzahl: 16 (U 137 – U 152)